# University of Texas Southwestern Medical Center
Die University of Texas Southwestern Medical Center (UT Southwestern) ist ein öffentliches akademisches Gesundheits- und Wissenschaftszentrum in Dallas, Texas. Mit circa 23.000 Angestellten, mehr als 3000 Dozenten und fast 4 Millionen ambulanter Behandlungen pro Jahr, ist die UT Southwestern die größte medizinische Hochschule im University of Texas System.
Das Betriebsbudget der UT Southwestern belief sich 2021 auf mehr als 4,1 Milliarden US-Dollar, sodass sie die größte medizinische Einrichtung im Dallas-Fort-Worth-Metroplex (und damit in der Region Nordtexas) darstellt, in der jährlich etwa 3.800 Medizinstudenten und Angehörige von Gesundheitsberufen, Assistenzärzte und Postdocs ausgebildet werden. Die Forschungsprogramme der UT Southwestern beliefen sich im Jahr 2022 auf 634,9 Millionen US-Dollar.
Die Fakultät der UT Southwestern erbringt auch Leistungen im Scottish Rite for Children, im VA North Texas Health Care System und in anderen angeschlossenen Krankenhäusern und Gemeinschaftskliniken in der Region Nordtexas. Dozenten und Assistenzärzte versorgen in mehr als 80 Fachgebieten mehr als 100.000 stationäre Patienten, mehr als 360.000 Notaufnahme-Fälle und betreuen fast 4 Millionen ambulante Besuche pro Jahr, darunter mehr als 106,7 Millionen US-Dollar nicht erstattete klinische Leistungen pro Jahr.
Durch die großen Krankenhäuser, die der UT Southwestern in der Stadt Dallas angegliedert sind, hat das medizinische Zentrum auch eine große Präsenz in ganz Nordtexas, einschließlich der Städte Coppell, Fort Worth, Frisco, Irving und Plano.
Die UT Southwestern in Dallas verfügt über das größte Medizinische Facharztausbildung-Programm in den Vereinigten Staaten. Im Jahr 2016 begann UT Southwestern mit der Bereitstellung zusätzlicher Pflege durch Southwestern Health Resources, ein Netzwerk, das die Systeme von Texas Health Resources und UT Southwestern vereint. Das Netzwerk besteht aus 31 Krankenhäuser, 300 Kliniken und mehr als 3.000 Ärzte und Pflegekräfte.

## Geschichte

### Gründung

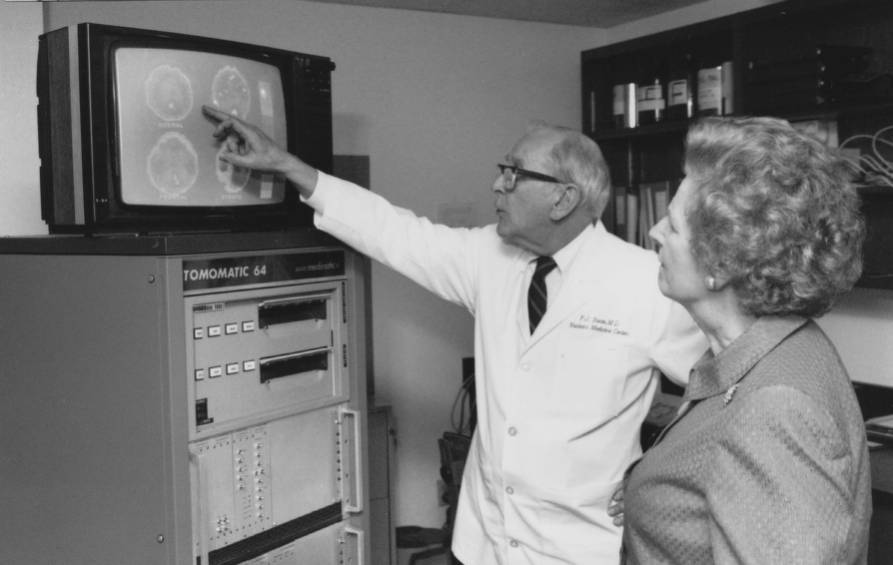
Margaret Thatcher besucht 1991 die Radiologie der UTSW. Frederick Bonte, Dekan der medizinischen Fakultät, erläutert der britischen Premierministerin ein SPECT-Bild des Gehirns.

Unter der Leitung von Edward H. Cary und Karl Hoblitzelle gründete eine Gruppe von Bürgern aus Dallas 1939 die Southwestern Medical Foundation, um die medizinische Ausbildung und Forschung in Dallas und der Region zu fördern. Als das Baylor College of Medicine 1943 seine medizinische Fakultät von Dallas nach Houston verlegte, gründete die Stiftung offiziell das Southwestern Medical College als 68. medizinische Fakultät in den Vereinigten Staaten. Während des Zweiten Weltkriegs gegründet, war die medizinische Fakultät zunächst in einer Handvoll verlassener Kasernen untergebracht.

### Angliederung an die Universität von Texas
Als nach dem Zweiten Weltkrieg eine neue staatliche Medizinschule vorgeschlagen wurde, boten die Verantwortlichen des University of Texas System der Southwestern Medical Foundation die Ausstattung der Hochschule mit einer Bibliothek und bestimmte zweckgebundene Mittel an, sofern die Universität ihren neuen medizinischen Zweig in Dallas ansiedeln würde. Das Board of Regents nahm dieses Angebot an und 1949 wurde die Hochschule in Southwestern Medical School of The University of Texas umbenannt. Im Jahr 1954 wurde der Name in The University of Texas Southwestern Medical School geändert. Der heutige Campus am Harry Hines Boulevard wurde 1955 mit der Fertigstellung des Edward H. Cary Building bezogen. Die UTSW gehörte zu den frühen Pionieren der Nuklearmedizin bei der Darstellung von Blutgefäßen.

### Erweiterung um das Howard Hughes Medical Institute
Im Jahr 1986 eröffnete das Howard Hughes Medical Institute eine Forschungseinrichtung auf dem Campus. Seine Forscher sind auch in den grundlagenwissenschaftlichen Abteilungen der Medical School und der Graduate School tätig.

### Namensänderung und Expansion
Seit den späten 1960er Jahren hat die Universität mehr als 6 Millionen Quadratmeter an neuen Gebäuden errichtet. Der 60 Hektar große Südcampus umfasst 20 Gebäude, in denen Unterrichtsräume, Labore, Büros, die umfangreiche University of Texas Southwestern Medical Center Library, ein Auditorium und ein großes Ambulanzzentrum untergebracht sind.
1987 schenkte die John D. und Catherine T. MacArthur Foundation der Universität ein Grundstück von 120.000 Quadratmetern in der Nähe des Südcampus für zukünftige Erweiterungen. Ein 20-Jahres-Masterplan für das Gelände, entworfen von Edward Larrabee Barnes und John MY Lee and Partners, bezeichnet als Nordcampus, sah sechs Forschungstürme, ein Dienstleistungsgebäude und eine Tiefgarage sowie das Ralph B. Rogers Magnetic Resonance Center und das Moncrief Radiation Oncology Center vor.
Im Oktober 1987 genehmigte das Board of Regents des UT-Systems die Umbenennung in The University of Texas Southwestern Medical Center. Der Hochschulkomplex besteht seitdem aus insgesamt vier Institutionen, die einen Abschluss verleihen: Die Medizinische Fakultät der UT Southwestern, die UT Southwestern Graduate School of Biomedical Sciences, UT Southwestern School of Health Professions und die UT Southwestern O’Donnell School of Public Health.
Im Jahr 1999 erwarb die Universität weitere 50 Hektar von der MacArthur Foundation, von denen ein Teil für die Errichtung eines auf dem Campus gelegenen Studenten-Campus-Geländes verwendet wurde. Eine zweite Phase mit 126 Wohnungen wurde 2004 eröffnet
Im Jahr 2008 kündigte die UT Southwestern Pläne zur Eröffnung des BioCenter at Southwestern Medical District an, einer Einrichtung zur Vermarktung von Universitätstechnologien und zur Ansiedlung von Biotech-Unternehmen in der Region.
Ebenfalls 2008 erwarb die UT Southwestern das Exchange Park-Gelände und benannte es in Paul M. Bass Administrative and Clinical Center on the North Campus um. Das Zentrum wurde zu Ehren von Herrn Bass benannt, dem emeritierten Vorsitzenden der Southwestern Medical Foundation, der diese Funktion bis 2008 innehatte. Mit dieser Immobilie wuchs der Campus auf 9 Millionen Quadratmeter Labor-, Klinik-, Bildungs- und Verwaltungsfläche, die sich über 387 Hektar erstreckt.
Im Jahr 2009 wurde das 186 Millionen Dollar teure Biomedizinische Forschungsgebäude (NL-Gebäude auf dem Nordcampus) eröffnet. Das Gebäude ist die größte LEED-zertifizierte Laborfläche in Texas. Am 6. Dezember 2014 eröffnete die UT Southwestern ihr William P. Clements Jr. University Hospital, gleichzeitig mit der Stilllegung des 50 Jahre alten St. Paul University Hospital. Drei Jahre später eröffnete die UTSW daraufhin ihr Strahlen-Zentrum für Onkologie.
Im März 2022 stiftete die O’Donnell Foundation mit einer Spende von 100 Millionen Dollar eine neue Schule für Öffentliches Gesundheitswesen. Es ist die größte Schenkung an eine Schule für öffentliche Gesundheit an einer öffentlichen Universität in den USA.
Im selben Jahr gab die UTSW zudem den Startschuss für den Bau eines psychiatrischen Krankenhauses mit 296 Plätzen südlich des derzeitigen Children’s Medical Campus.

## Zugehörige Einrichtungen des Gesundheitswesens

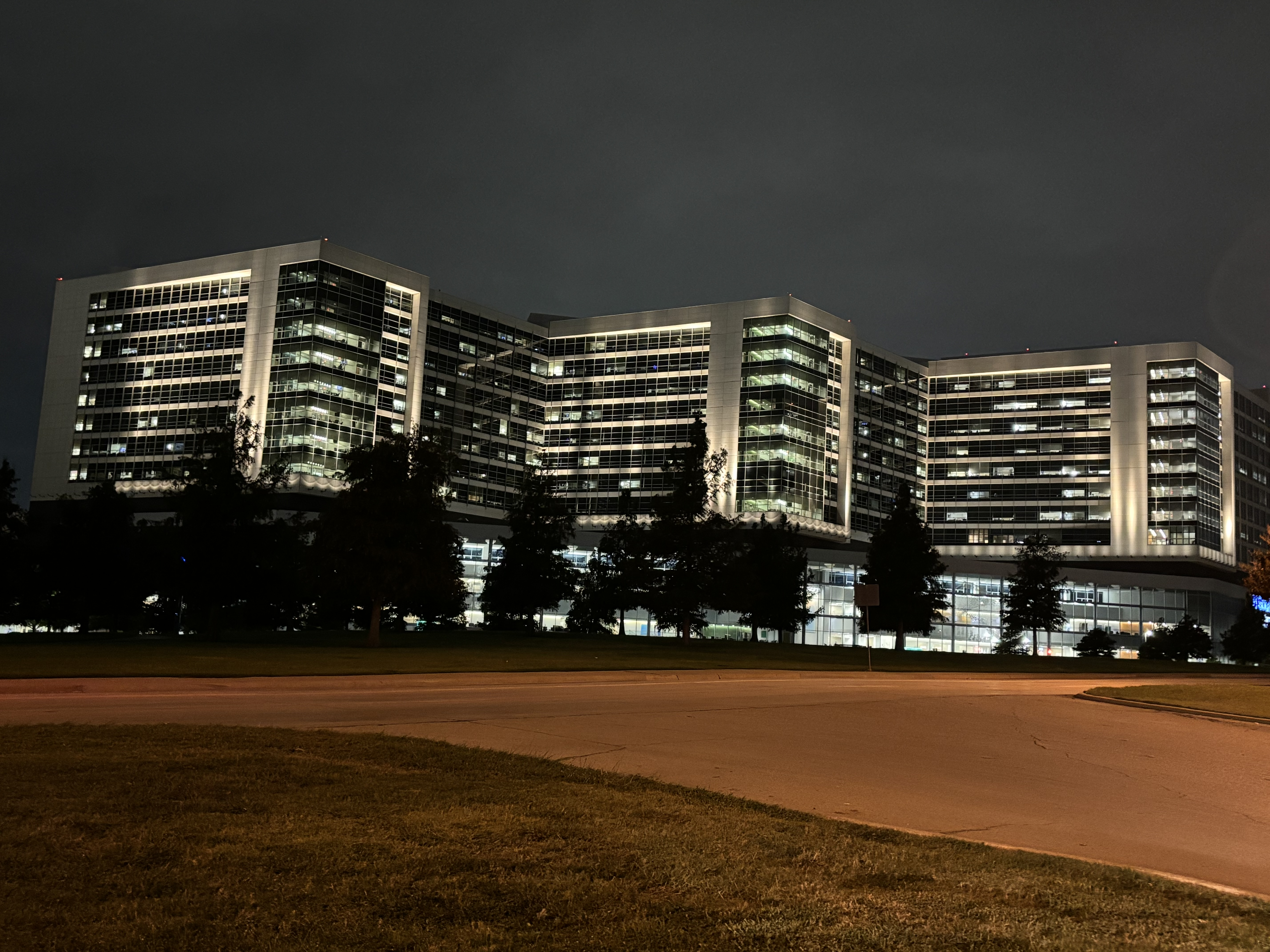
William P. Clements Jr. University Hospital

- Parkland Memorial Hospital (die primäre Lehreinrichtung der UT Southwestern, deren Lehrkörper für die Betreuung der Patienten des Krankenhauses verantwortlich ist, verfügt über 882 Einzelzimmer und mehr als 1 Million Patientenbesuche pro Jahr).
- Children’s Medical Center Dallas (Das primäre pädiatrische Lehrkrankenhaus der UT Southwestern, verfügt über 490 Betten, mehr als 50 pädiatrische Spezialprogramme und ist das einzige pädiatrische Krankenhaus in Nordtexas mit einem ausgewiesenen Traumazentrum).
- William P. Clements Jr. University Hospital (Eröffnet im Dezember 2014 und erweitert im Dezember 2020 als Herzstück des Hauptcampus der UT Southwestern, zusammen mit dem Zale Lipshy Pavilion des Krankenhauses verfügt die 875-Betten-Einrichtung über 124 Intensivzimmer für Erwachsene, 63 Notfallbehandlungsräume, 56 Operationssäle, 42 stationäre Reha-Betten, 30 Intensivzimmer für Neugeborene, 30 Suiten für Frauen, 23 stationäre psychiatrische Betten, 15 Infusionsräume und zwei Räume für Nuklearmedizin und ist ein von der Joint Commission zertifiziertes Schlaganfallzentrum).
- Dallas Veteran Affairs Medical Center (Das zweitgrößte Gesundheitsversorgungssystem des U.S. Department of Veterans Affairs versorgt 38 texanische Bezirke und zwei Bezirke im Süden Oklahomas mit Primär-, Tertiär- und Langzeitpflege. Das 822-Betten-System verfügt über ein Zentrum für Rückenmarksverletzungen, ein Programm für häusliche Pflege und ein Zentrum für gemeinschaftliches Leben mit einer speziellen Hospizabteilung.)
- Texas Health Presbyterian Hospital Dallas (Teil des Texas Health Resources-Systems: Diese 888-Betten-Akutklinik war das erste Krankenhaus in Dallas, das von der Society of Cardiovascular Patient Care die Akkreditierungen für Chest Pain (Zyklus IV) und die Notfallversorgung von Schlaganfällen erhielt. Im Jahr 2016 gründeten UT Southwestern und THR ein klinisch integriertes Gesundheitsnetzwerk, Southwestern Health Resources, um den Einwohnern von Nordtexas einen besseren Zugang zu primärer und spezialisierter Versorgung zu bieten, von präventiven Maßnahmen bis hin zu fortgeschrittenen Eingriffen.)
- Richardson Regional Medical Center
- Texas Scottish Rite Hospital for Children
- John Peter Smith Hospital in Fort Worth
- Children’s Medical Center Plano (erweiterte 2024 seine Einrichtung auf 212 Betten und ist damit das größte Kinderkrankenhaus in Plano)[16]

## Klinisches Angebot

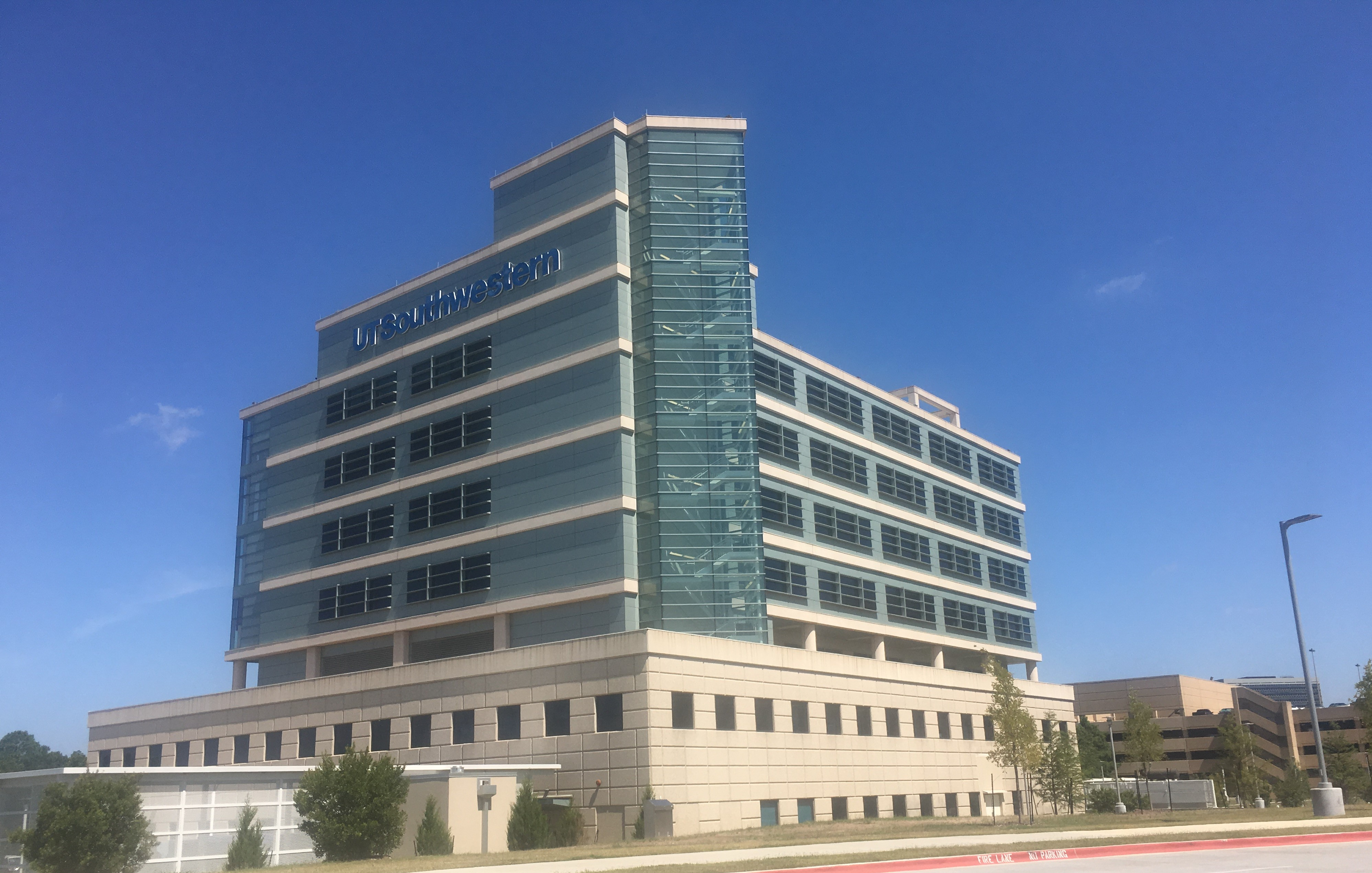

Die jährlichen Patientenbesuche in den Kliniken des Medical Center belaufen sich auf durchschnittlich 400.000 pro Jahr, gegenüber 50.000 vor 15 Jahren. Darin enthalten sind auch die angeschlossenen Einrichtungen zur Patientenversorgung wie die UT Southwestern University Hospitals.
Das Harold C. Simmons Comprehensive Cancer Center ist ein vom National Cancer Institute (NCI) unterstütztes Krebszentrum.
Das UT Southwestern ist zudem das einzige von der Joint Commission zertifizierte Advanced Comprehensive Stroke Center in North Texas. Sie beherbergt ein NIH Alzheimers Disease Center und ist ein Network of Excellence in Neuroscience Clinical Trials Center. Auch die Transplantationsprogramme des Zentrums für Herz, Lunge, Niere und Leber sind von den Centers for Medicare & Medicaid der Bundesregierung zertifiziert worden.

## Akademischer Bereich
Die UT Southwestern wird vom UT System Board of Regents geleitet. Das Medizinische Zentrum umfasst vier Institutionen/Schulen, die einen Abschluss verleihen: UT Southwestern Medical School, UT Southwestern Graduate School of Biomedical Sciences, UT Southwestern School of Health Professions und UT Southwestern Peter O’Donnell Jr. School of Public Health.
Im Laufe ihrer Geschichte hat die UT Southwestern rund 22.420 Ärzte und andere Fachkräfte in allen Bereichen der Medizin ausgebildet. Allein im Jahr 2022 bildet die UTSW-Fakultät etwa 3.800 Studenten der Medizin und der Gesundheitsberufe, Assistenzärzte und Postdoktorandenstipendiaten aus.

### UT Southwestern Medical School
Die UT Southwestern Medical School ist eine der fünf günstigsten öffentlichen medizinischen Fakultäten und gehört zu den 10 größten Medizinische Fakultäten in den Vereinigten Staaten. Die Studiengebühren und Honorare der Schule belaufen sich auf etwa 23.200 $ pro Jahr für Einwohner des Bundesstaates Texas und werden vom Staat Texas subventioniert. Die Zulassung ist wettbewerbsorientiert, und auf Anordnung der Legislative kommen 90 % der zugelassenen Bewerber aus dem Bundesstaat Texas. Viele Studenten von außerhalb des Bundesstaates erhalten wettbewerbsfähige Stipendien, die die Differenz ausgleichen.
Das Curriculum der UTSW konzentriert sich auf die Vermittlung von Grundlagen in den biomedizinischen Wissenschaften, die Ausbildung in der klinischen Versorgung und Möglichkeiten zur Forschung.
Neben dem M.D.-Abschluss bietet die UT Southwestern Studenten die Möglichkeit, kombinierte Abschlüsse zu erwerben und spezielle Abschlussauszeichnungen zu erhalten. Zu den kombinierten Abschlüssen gehören:
- M.D./Ph.D. (Das sogenannte Medical Scientist Training Program (MSTP) ist eines von weniger als 50 M.D./Ph.D.-Programmen im ganzen Land, die von den National Institutes of Health finanziell unterstützt werden. Es kombiniert eine Dissertation in einem Bereich der biomedizinischen Wissenschaft, die zum Doktortitel führt, mit klinischen Studien, die zum M.D. führen)
- M.D./M.B.A. (Dieses fünfjährige Programm in Zusammenarbeit mit der UT Dallas konzentriert sich darauf, künftigen Ärzten die Fähigkeit zu vermitteln, Medizin und Wirtschaft miteinander zu verbinden)
- M.D./M.P.H. (Die UT Southwestern und die UTHealth School of Public Health in Houston bieten Studenten am Ende ihres vierjährigen M.D.-Programms einen Universitätsabschluss in jedem Fachgebiet)
- M.D./M.S. (in klinischer Wissenschaft. Dieses Programm kombiniert eine didaktische Ausbildung mit einem klinischen Forschungsprojekt unter Anleitung. Das Programm schließt mit der Einreichung und Verteidigung einer Masterarbeit ab)

### Graduate School of Biomedical Sciences
Mit mehr als 1.000 Studierenden (549 Doktoranden und 484 Postdoktoranden) bildet die Graduiertenschule biomedizinische Wissenschaftler, Ingenieure, klinische Forscher und Berater aus. Die Programme führen zu den Abschlüssen Doktor der Philosophie (Ph.D.) und Master of Science (M.S.). Zu den Ph. D-Programmen zählen die Wissenschaften Biochemie, biomedizinische Technik, Krebsbiologie, Zell- und Molekularbiologie, Klinische Psychologie, Genetik, Entwicklung und Krankheit, Immunologie, integrative Biologie, molekulare Biophysik, molekulare Mikrobiologie, Neurowissenschaften und organische Chemie.
Darüber hinaus werden ein Master-Abschluss und ein Zertifikat in Klinischer Wissenschaft angeboten. Postdoktoranden-Zertifikate werden in den Bereichen Forschung, Krebs, Adipositas und Stoffwechsel sowie Wissenschaftsmanagement angeboten.

### School of Health Professions

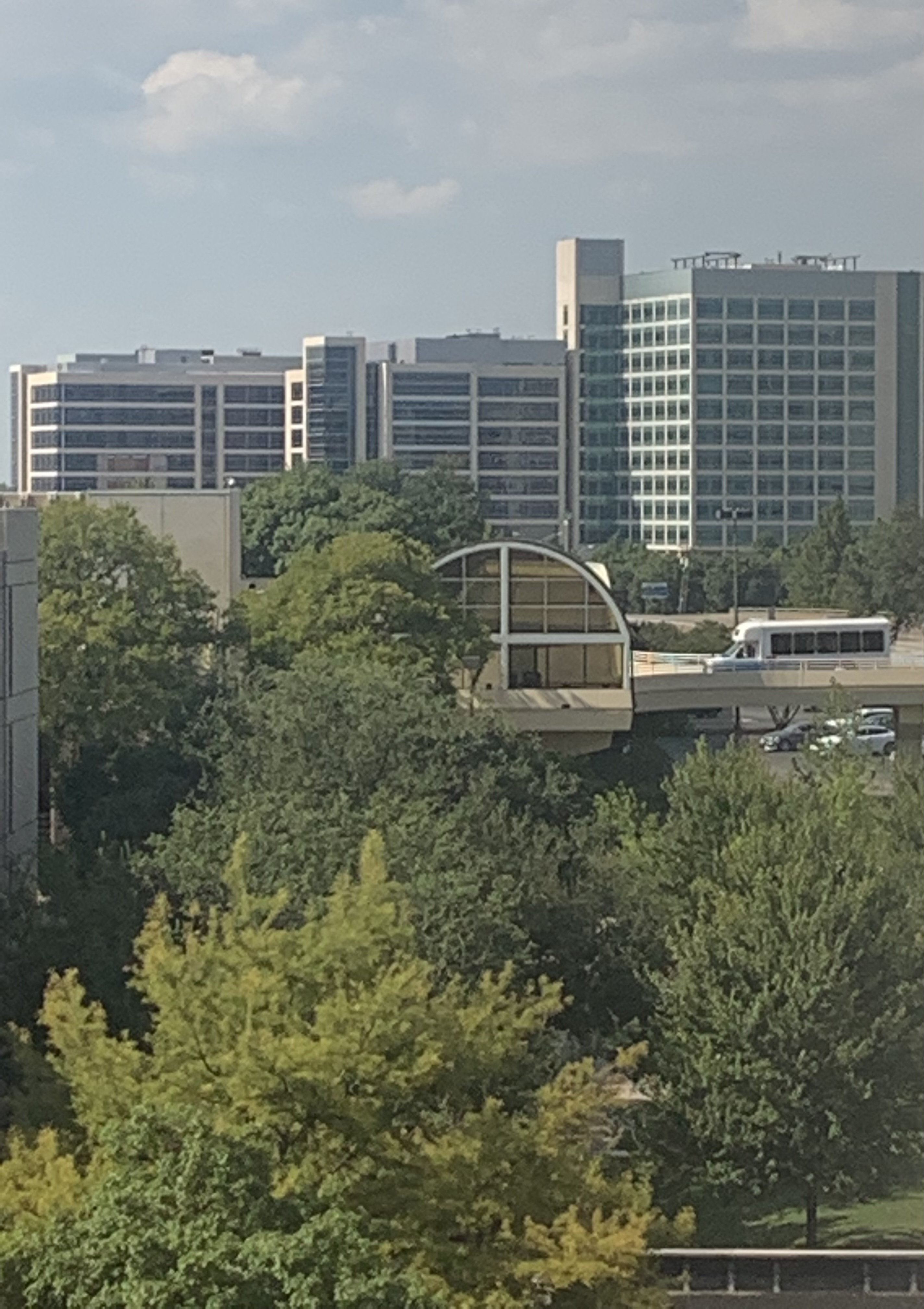
UT Southwestern Medical Center Hauptcampus (Nordseite)

An der School of Health Professions der UT Southwestern sind rund 340 Studierende eingeschrieben. Die Schule verleiht einen Doktortitel in Physiotherapie und Masterabschlüsse in klinischer Ernährung, Arztassistenz, Prothetik und Orthopädietechnik sowie in Rehabilitationsberatung. Die Schule bietet auch ein Bachelor-Zertifikatsprogramm in Strahlentherapie an.

### Peter O’Donnell Jr. School of Public Health
The Peter O’Donnell Jr. School of Public Health ist die neuste Schule der UT Southwestern und wurde 2022 gegründet.

## Forschung

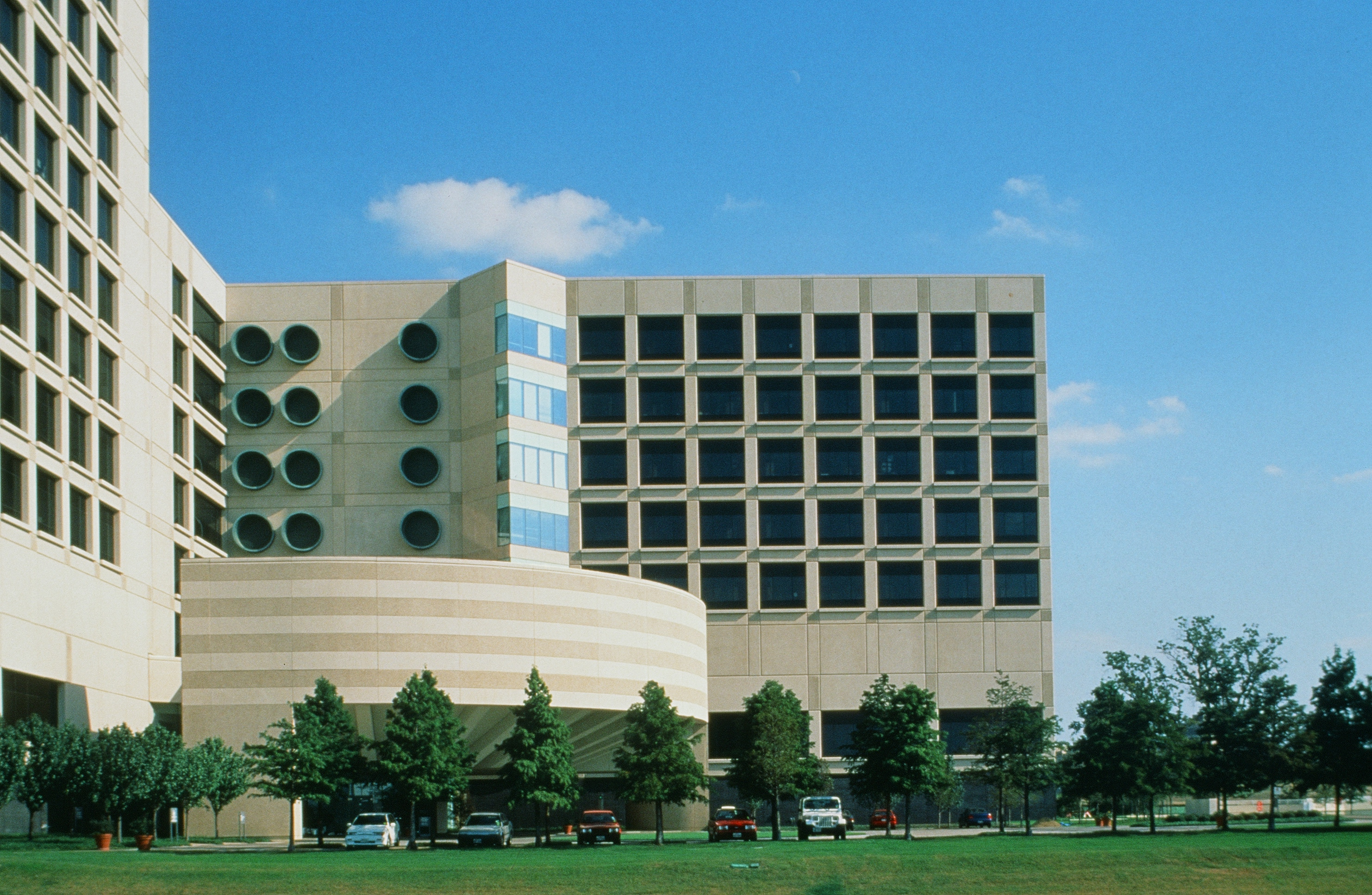
Forschungseinrichtungen auf dem Campus der UTSW

Die UT Southwestern hatte 2022 Gesamtausgaben für Forschung in einer Höhe von 634,9 Millionen Dollar. Die Wissenschaftler und Mediziner der Universität führen mit den Forschungsgeldern unter anderem Untersuchungen in den Bereichen Krebs, Stammzellen, Neurowissenschaften, Herzkrankheiten und Schlaganfall, Arthritis und Diabetes durch.
Am Peter O’Donnell Jr. Brain Institute auf dem Campus erforschen Forscher die grundlegenden molekularen Funktionsweisen des Gehirns und deren Anwendung auf die Vorbeugung und Behandlung von Hirnerkrankungen und Verletzungen. Das Institut befasst sich mit neurodegenerativen Erkrankungen, Depressionen und psychiatrischen Störungen, Migräne sowie Wirbelsäulen-, Nerven- und Muskelerkrankungen. Am Institut arbeiten außerdem Stimmspezialisten, Rehabilitationsfachleute und Neuroimmunologen sowie Grundlagen- und Translationswissenschaftler in den Bereichen zelluläre und molekulare Neurowissenschaften, Neurobiologie, regenerative Medizin, Neurotechnik, Bildgebung und Genetik.

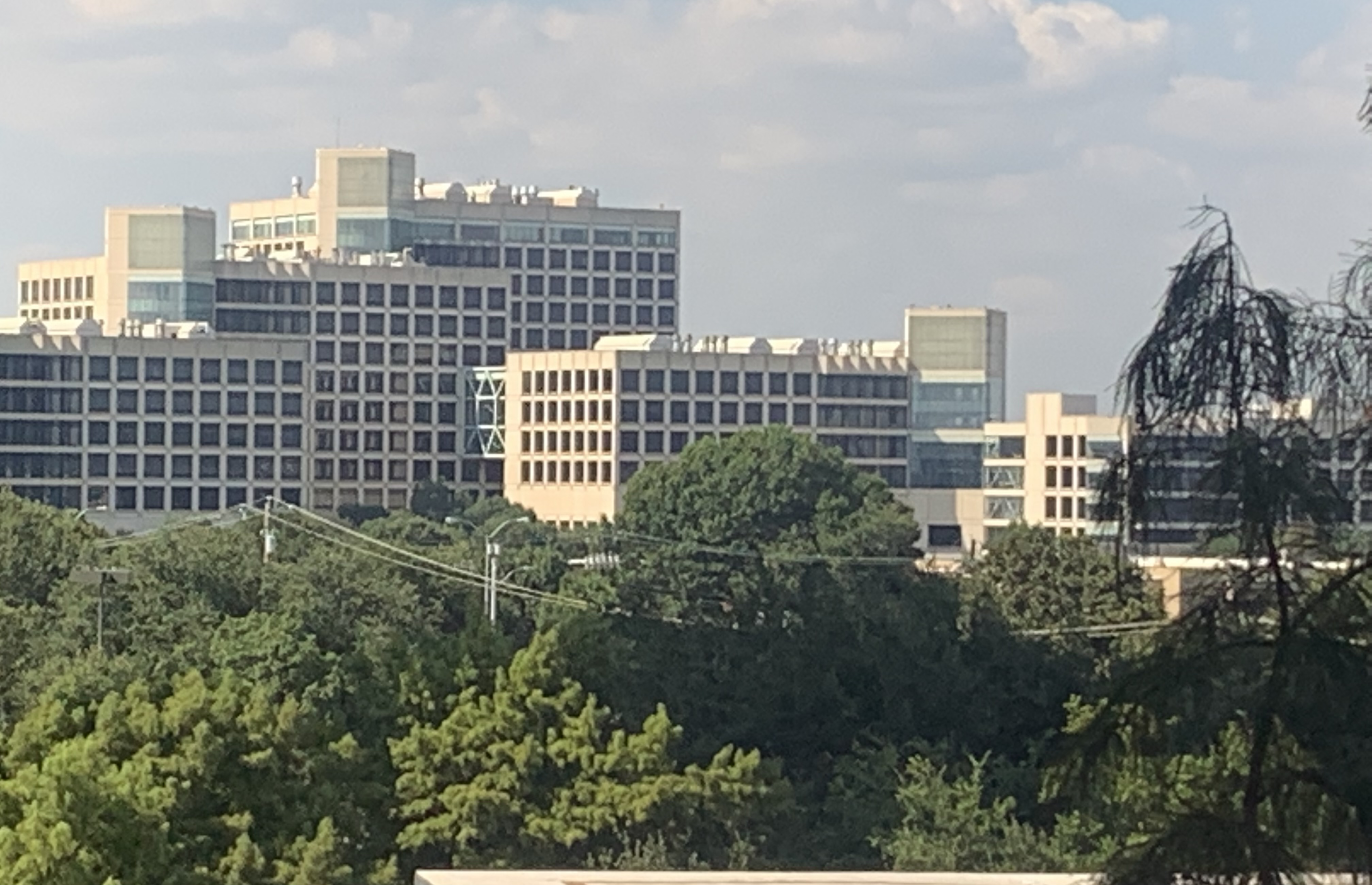
Unter den Gebäuden des Nordcampus befindet sich eine 17MeV-Zyklotronanlage, die ausschließlich für die Forschung genutzt wird.

Die Forscher am Harold C. Simmons Comprehensive Cancer Center der UTSW, dem einzigen Krebszentrum in Nordtexas mit der Bezeichnung „Comprehensive“ des National Cancer Institute, konzentrieren sich auf die Entdeckung von arzneimittelähnlichen Chemikalien, die das Krebswachstum antreiben oder hemmen und auf die Entschlüsselung von Mechanismen in zellulären Regulierungsnetzwerken, die zur Krebsentstehung und zum Krebswachstum beitragen.
Weitere Forschungsarbeiten, die derzeit an der UT Southwestern durchgeführt werden, umfassen Studien zu folgenden Themen:
- Altern und Alzheimer (Steven McKnight und Kollegen identifizierten eine Verbindung (P7C3) und wiesen nach, dass sie neu gebildete Gehirnzellen bewahrt und das Lernen und Gedächtnis fördert. Die Studie hat zu weiteren Untersuchungen über den Mechanismus geführt, durch den P7C3 Zellen vor dem Absterben schützt und darüber, ob die Substanz eine schützende Wirkung bei verschiedenen neurodegenerativen Erkrankungen haben könnte).
- Krebs/Biomarker (John Minna und Adi Gazdar haben die letzten 30 Jahre damit verbracht, die mit der Entwicklung von Lungenkrebs verbundenen genetischen Veränderungen zu erforschen. Ihre Arbeit zielt darauf ab, diese Veränderungen zu entdecken und sie als Biomarker zu nutzen, um Lungenkrebs früher zu erkennen und neue Therapien zu entwickeln. Ihr Ansatz bringt die personalisierte Medizin voran, die darauf abzielt, die besten aktuellen Therapien auf die einzigartigen Merkmale des individuellen Tumors abzustimmen.)
- Krebs/Stammzellen (Ein Team unter der Leitung von Sean J. Morrison am CRI hat die Umgebung identifiziert, in der blutbildende Zellen im Körper überleben und gedeihen, ein wichtiger Schritt zur Verbesserung der Sicherheit und Wirksamkeit von Knochenmarktransplantationen).
- Kardiologie/Regeneration (Forscher, darunter Eric Olson und Hesham Sadek, haben einen molekularen Mechanismus ausfindig gemacht, der erforderlich ist, um die Regenerationsfähigkeit des Herzens freizusetzen. Sie fanden heraus, dass microRNAs, winzige Stränge, die die Genexpression regulieren, zur Regenerationsfähigkeit des Herzens bis zu einer Woche nach der Geburt beitragen. Bald danach verliert das Herz die Fähigkeit zur Regeneration. Die Identifizierung des natürlichen Regenerationsschalters des Herzens ist ein entscheidender Schritt zur Entwicklung möglicher Therapien für Schäden, die nach einem Herzinfarkt auftreten. Olsons Labor hat außerdem CRISPR/Cas9-Methoden zur Heilung der Duchenne-Muskeldystrophie bei Mäusen eingesetzt, was als Grundsatzbeweis für die Gentherapie beim Menschen gilt.)
- Cholesterin (Forscher der UT Southwestern haben fast 30 krankheitsverursachende Gene identifiziert, darunter 1983 das Gen, das für die familiäre Hypercholesterinämie verantwortlich ist, eine Erbkrankheit, die zu extrem hohen Cholesterinwerten und Herzinfarkten in jungen Jahren führt. Diese Entdeckung von Michael Brown und Joseph Goldstein trug dazu bei, dass die beiden 1985 den Nobelpreis für Physiologie oder Medizin für ihre Forschung zur Aufdeckung der zugrunde liegenden Mechanismen des Cholesterinstoffwechsels erhielten).
- Diabetes/Adipositas (Philipp Scherers Entdeckung von Adiponektin, einem vom Fett produzierten Hormon, hat dazu beigetragen, das wissenschaftliche Konzept von Fettgewebe als trägem Speicherdepot in das eines endokrinen „Organs“ zu verwandeln, das die Kontrolle über mehrere Organe ausübt. Seine Studien haben die starke Anti-Diabetes-Wirkung von Adiponektin aufgezeigt, indem es die Glukoseproduktion in der Leber blockiert und die Insulinempfindlichkeit in den Muskeln verbessert. Da der Adiponektinspiegel bei steigendem Fettgehalt sinkt, könnten Medikamente, die Adiponektin erhöhen, bei der Bekämpfung von Diabetes und anderen durch Fettleibigkeit bedingten Krankheiten wirksam sein).
- Humangenetik (Helen Hobbs und Jonathan Cohen gehören zu den weltweit führenden Experten für genetische Faktoren im Zusammenhang mit Fettstoffwechselstörungen. Ihre Arbeit, für die Hobbs 2016 den Breakthrough Prize in Life Sciences erhielt, hat zur Entwicklung einer neuen Klasse von cholesterinsenkenden Medikamenten, den PCSK9-Antikörpern, für Patienten geführt, die Statine nicht vertragen oder nicht ausreichend darauf ansprechen).
- Angeborene Immunität (Wissenschaftler um Zhijian „James“ Chen erforschen die Mechanismen der Signaltransduktion, d. h. wie eine Zelle mit ihrer Umgebung und mit sich selbst kommuniziert. Sie konzentrieren sich auf die Frage, wie eine Zelle schädliche oder fremde Bedrohungen erkennt und eine angemessene Reaktion zur Wiederherstellung der Homöostase einleitet. Chen wurde in die Nationale Akademie der Wissenschaften gewählt, unter anderem für den zytoplasmatischen DNA-Sensor cGAS und sein Produkt cGAMP, einen neuartigen zyklischen Dinukleotid-Botenstoff, der an der angeborenen Immunantwort beteiligt ist. Bruce Beutler erhielt 2011 den Nobelpreis für Physiologie oder Medizin für seine Entdeckung, dass der Toll-like-Rezeptor 4 (TLR4) die membranübergreifende Komponente des Lipopolysaccharid-Rezeptorkomplexes von Säugetieren ist, der eine mikrobielle Infektion erkennt und einen septischen Schock auslöst. Beutler identifiziert weiterhin Komponenten des Immunsystems von Säugetieren durch groß angelegte Mutagenese-Screens bei Mäusen)

## Nennenswerte Persönlichkeiten

### Nobelpreisträger

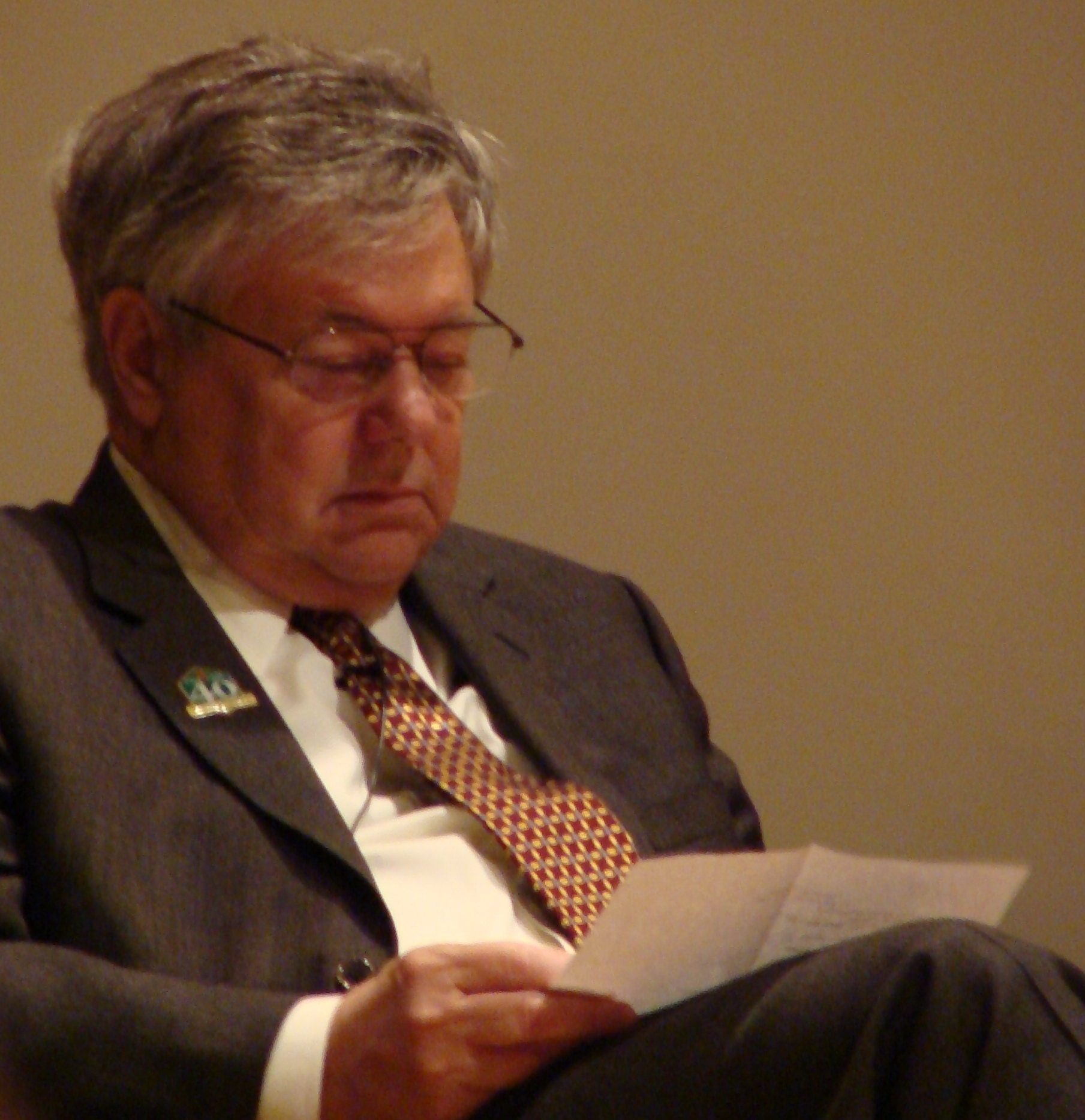
Michael Stuart Brown

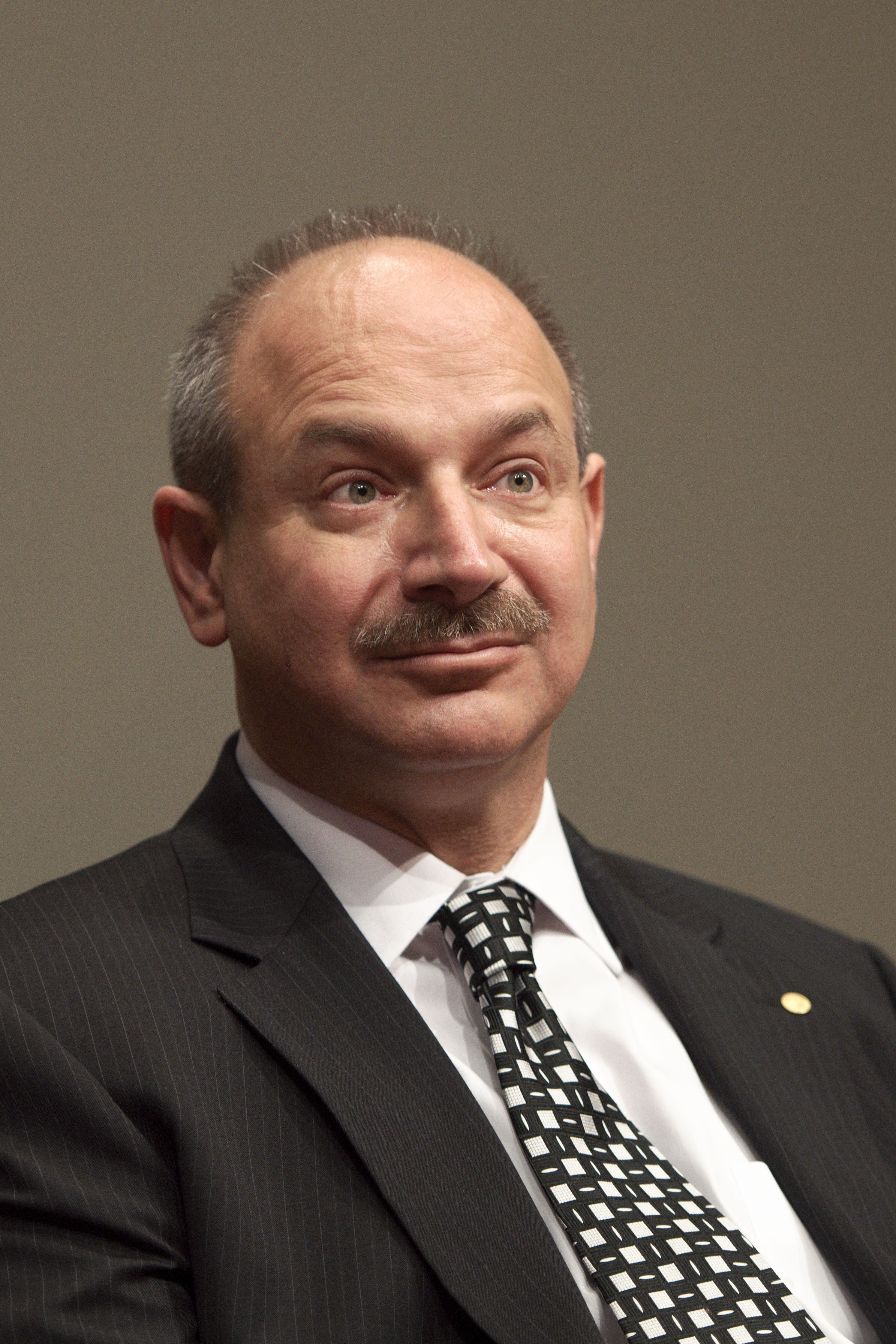
Nobelpreisträger 2011 Bruce Beutler

Sieben Alumni oder Fakultätsmitglieder der UT Southwestern wurden mit Nobelpreisen ausgezeichnet. Darunter:
- Michael Stuart Brown und Joseph L. Goldstein, teilten sich 1985 den Nobelpreis für Physiologie oder Medizin für ihre Entdeckung des grundlegenden Mechanismus des Cholesterinstoffwechsels. Goldstein ist Vorsitzender der Molekulargenetik an der UT Southwestern und Brown leitet das Erik Jonsson Center for Research in Molecular Genetics and Human Disease.
- Johann Deisenhofer, Professor für Biochemie und Howard Hughes Medical Institute Investigator an der UT Southwestern, erhielt 1988 den Nobelpreis für Chemie für den Einsatz der Röntgenkristallographie zur Beschreibung der Struktur eines Proteins, das an der Photosynthese beteiligt ist
- Alfred G. Gilman erhielt 1994 den Nobelpreis für Physiologie oder Medizin für die Entdeckung der G-Proteine und der Rolle, die sie bei den komplexen Prozessen spielen, durch die Zellen miteinander kommunizieren. Gilman, ein im Dezember 2015 verstorbener emeritierter Regentalprofessor, war Dekan der UT Southwestern Medical School.
- Bruce Beutler, Direktor des Center for the Genetics of Host Defense, teilte sich 2011 den Nobelpreis für Physiologie oder Medizin mit zwei anderen Wissenschaftlern für ihre Untersuchungen des Immunsystems. Beutler wurde für die Entdeckung von Rezeptorproteinen geehrt, die Krankheitserreger erkennen und die angeborene Immunität aktivieren.
- Thomas C. Südhof, Professor für Neurowissenschaften und ehemaliger Vorsitzender der Abteilung an der UT Southwestern, teilte sich 2013 den Nobelpreis für Physiologie oder Medizin mit zwei anderen Wissenschaftlern für Entdeckungen über zelluläre Transportsysteme.
- Linda B. Buck erhielt 2004 den Nobelpreis für Physiologie oder Medizin gemeinsam mit Richard Axel für ihre Arbeit über Geruchsrezeptoren. Sie promovierte an der UT Southwestern und ist derzeit außerordentliches Mitglied der Abteilung für Grundlagenwissenschaften am Fred Hutchinson Cancer Research Center sowie Professorin für Physiologie und Biophysik an der University of Washington.

### Dozenten
Zu den namhaften Dozenten der UTSW gehören vierundzwanzig Mitglieder der National Academy of Sciences, achtzehn Mitglieder der National Academy of Medicine und vierzehn Howard Hughes Medical Institute Investigators. Dazu zählen unter anderem Robert Lenkinski, Professor für medizinische Wissenschaft am University of Texas Southwestern Medical Center, Jim C. Barnett († 2013, Mitglied des Repräsentantenhaus von Mississippi von 1992 bis 2008), Robert Cade, († 2007, Professor für Medizin und Nephrologie an der Universität von Florida), Richard Gaynor, Brett Giroir, (16. stellvertretender Gesundheitsminister der Vereinigten Staaten und Admiral im United States Public Health Service Commissioned Corps), Malcolm Perry (Leiter der Gefäßchirurgie im New York-Cornell Hospital 1978 bis 1988, Professor für Chirurgie an der Texas Tech University, emeritierter Professor der UTSW) Richard Warshak (klinischer und forschender Psychologe und Berater des Weißen Hauses für die Reform des Familienrechts), Xiaodong Wang (biomedizinischer Forscher, Mitglied der Nationalen Akademie der Wissenschaften 2004, Shaw-Preis für Biowissenschaften und Medizin 2006, Direktor des Nationalen Instituts für Biologische Wissenschaften in Peking) und Kern Wildenthal (Präsident der Children’s Medical Center Foundation in Dallas, emeritierter Präsident und Professor für Medizin an der UTSW 1986–2008).